# The Girlie Show World Tour
The Girlie Show World Tour (thường được biết đến với tên ngắn gọn hơn The Girlie Show) là chuyến lưu diễn thứ tư của ca sĩ, nhạc sĩ người Mỹ Madonna nhằm quảng bá cho album phòng thu thứ năm của bà, Erotica. Chuyến lưu diễn đã ghé qua châu Mỹ, châu Âu, châu Á, và Úc cho lần đầu tiên, bán được 360,000 vé trong chặng này. Ý tưởng của Madonna về việc đặt tên cho chuyến lưu diễn này là qua một bức ảnh tên "Girlie Show" của Edward Hopper. Chuyến lưu diễn thu được khoảng 70 triệu đô la Mỹ. Hai chương trình riêng đặc biệt đã được phát sóng trên truyền hình, một được làm trong đêm diễn tại Nhật Bản, được chiếu duy nhất trên truyền hình Nhật, gọi là Madonna Live in Japan 1993 – The Girlie Show; chương trình còn lại chiếu trên kênh HBO, ghi hình buổi diễn tại Sydney, Úc, sau đó được phát hành thành đĩa DVD vào năm 1994 bởi Warner Music Vision với tên gọi Madonna Live Down Under – The Girlie Show

## Hoàn cảnh
Một tuyên bố sau chuyến lưu diễn Blond Ambition World Tour năm 1990, Madonna nói rằng bà sẽ không lưu diễn nữa, tuy nhiên 3 năm sau bà lại thực hiện chuyến lưu diễn thứ tư trong sự nghiệp của mình. Sau đó, bà nói rằng nếu "đã bao giờ bạn nghe tôi nói "tôi sẽ không bao giờ đi lưu diễn trở lại" một lần nữa, đừng tin tôi"
.
The Girlie Show nhằm quảng bá album năm 1992 của Madonna, Erotica. Buổi diễn có chủ đề hình ảnh là một rạp xiếc sex, được mô tả như "một hỗn hợp của một buổi nhạc rock, một buổi diễn thời trang, một lễ hội, một vở kịch và một chương trình hài". Chuyến lưu diễn có sân khấu phức tạp hơn nhiều so với những chuyến lưu diễn trước đó: nó có một sàn diễn dẫn từ trung tâm của sân khấu chính đến một sân khấu nhỏ, một bục xoay ở giữa sân khấu chính, ban công ở phía sau sân khấu, dòng chữ khổng lồ "Girlie Show" được chiếu sáng trên sân khấu cùng nhiều tính năng khác. Chuyến lưu diễn được thực hiện bởi sự chỉ dẫn của anh trai Madonna, Christopher Ciccone; trang phục cho chuyến lưu diễn được thiết kế bởi nhà thời trang Ý Dolce & Gabbana.
Madonna đã diễn một vài đêm bất thường ở Mỹ. Việc này được suy đoán là do doanh thu đặc biệt thấp của album Erotica tại quốc gia này và sự phản ứng dữ dội của dư luận về cuốn sách Sex và bộ phim Body of Evidence của Madonna. Các đêm diễn này đã được ghi chép vào quyển sách The Girlie Show, bao gồm một CD với 3 bài hát được trình diễn trực tiếp "Like a Virgin", "In This Life", and "Why's It So Hard"
Nhiếp ảnh cho tài liệu quảng bá, áp phích và hình ảnh công khai cho buổi diễn là Herb Ritts. Những hình ảnh này cũng được sử dụng trong đĩa đơn hát lại có tên "Bye Bye Baby", được phát hành trong suốt chặng Úc của chuyến lưu diễn và cũng trong một EP quảng bá ở Brazil. The Girlie Show bao gồm các bài hát "Erotica", "Deeper and Deeper", "Bad Girl", "Fever", "Rain" và "Bye Bye Baby". Những hình ảnh khác từ buổi diễn cũng bao gồm trong quyển sách The Girle Show book phát hành năm 1994 và trong đĩa đơn "Rain" phát hành năm 1993  Other images from the same shoot were also included in The Girlie Show book released in 1994 and also on the 1993 single release, "Rain"..
Tại một số địa điểm biểu diễn cấm khỏa thân nên vũ công phải mặc halter top. Trong buổi diễn tại Puerto Rico, Madonna đã chà xát lá cờ của đảo quốc này gây phẫn nộ lớn. Trong buổi diễn tại Sao Paulo và Rio de Janeiro, Madonna biểu diễn bài hát Brazil "The Girl from Ipanema" . Trong buổi diễn thứ hai ở Buenos Aires, Madonna biểu diễn một trích đoạn của bài hát "Do not Cry for Me Argentina" từ vở nhạc kịch Evita. Tại Israel, người Do Thái đã tổ chức biểu tình nhằm phản đối, đòi hủy bỏ buổi diễn của Madonna tại quốc gia này nhưng cuộc biểu tình đã không thành công, buổi diễn được bán hết và vẫn diễn ra theo đúng lịch trình . The Girlie Show được cho là sẽ ghé qua Singapore cho lần đầu tiên nhưng đã bị chính quyền của đảo quốc Sư tử ngăn cấm.

## Ngày
| Ngày                | Thành phố | Quốc gia   | Địa điểm                  | Nghệ sĩ mở màn             | Khán giả | Doanh thu |
| ------------------- | --------- | ---------- | ------------------------- | -------------------------- | -------- | --------- |
| 25 tháng 9 năm 1993 | Luân Đôn  | Anh        | Sân vận động Wembley      | N/A                        | 144.000  | N/A       |
| 26 tháng 9 năm 1993 | Luân Đôn  | Anh        | Sân vận động Wembley      | N/A                        | 144.000  | N/A       |
| 28 tháng 9 năm 1993 | Paris     | Pháp       | Cung thể thao Paris-Bercy | N/A                        | N/A      | N/A       |
| 29 tháng 9 năm 1993 | Paris     | Pháp       | Cung thể thao Paris-Bercy | N/A                        | N/A      | N/A       |
| 1 tháng 10 năm 1993 | Paris     | Pháp       | Cung thể thao Paris-Bercy | N/A                        | N/A      | N/A       |
| 4 tháng 10 năm 1993 | Tel Aviv  | Israel     | Công viên Hayarkon        | N/A                        | 50.000   | N/A       |
| 7 tháng 10 năm 1993 | Istanbul  | Thổ Nhĩ Kỳ | Sân vận động İnönü        | Yonca Evcimik Kenan Doğulu | 54.000   | N/A       |

| Ngày                 | Thành phố          | Quốc gia    | Địa điểm                         | Nghệ sĩ mở màn | Khán giả | Doanh thu  |
| -------------------- | ------------------ | ----------- | -------------------------------- | -------------- | -------- | ---------- |
| 11 tháng 10 năm 1993 | Toronto            | Canada      | SkyDome                          | U.N.V.         | 50.880   | $1.494.532 |
| 12 tháng 10 năm 1993 | Toronto            | Canada      | SkyDome                          | U.N.V.         | 50.880   | $1.494.532 |
| 14 tháng 10 năm 1993 | Thành phố New York | Hoa Kỳ      | Madison Square Garden            | U.N.V.         | 43.353   | $2.020.475 |
| 15 tháng 10 năm 1993 | Thành phố New York | Hoa Kỳ      | Madison Square Garden            | U.N.V.         | 43.353   | $2.020.475 |
| 17 tháng 10 năm 1993 | Thành phố New York | Hoa Kỳ      | Madison Square Garden            | U.N.V.         | 43.353   | $2.020.475 |
| 19 tháng 10 năm 1993 | Philadelphia       | Hoa Kỳ      | The Spectrum                     | U.N.V.         | 13.810   | $500.280   |
| 21 tháng 10 năm 1993 | Auburn Hills       | Hoa Kỳ      | The Palace of Auburn Hills       | U.N.V.         | 15.705   | $600.355   |
| 23 tháng 10 năm 1993 | Montréal           | Canada      | Sân vận động Olympic             | Mario Pelchat  | 51.900   | $1.650.353 |
| 26 tháng 10 năm 1993 | Bayamón            | Puerto Rico | Sân vận động Juan Ramón Loubriel | N/A            | 20.000   | N/A        |
| 30 tháng 10 năm 1993 | Buenos Aires       | Argentina   | Sân vận động River Plate         | N/A            | 120.000  | N/A        |
| 31 tháng 10 năm 1993 | Buenos Aires       | Argentina   | Sân vận động River Plate         | N/A            | 120.000  | N/A        |
| 3 tháng 11 năm 1993  | São Paulo          | Brasil      | Sân vận động Morumbi             | N/A            | 86.000   | N/A        |
| 6 tháng 11 năm 1993  | Rio de Janeiro     | Brasil      | Sân vận động Maracanã            | N/A            | 120.000  | N/A        |
| 10 tháng 11 năm 1993 | Thành phố México   | México      | Autódromo Hermanos Rodríguez     | N/A            | 137.234  | $8.927.703 |
| 12 tháng 11 năm 1993 | Thành phố México   | México      | Autódromo Hermanos Rodríguez     | N/A            | 137.234  | $8.927.703 |
| 13 tháng 11 năm 1993 | Thành phố México   | México      | Autódromo Hermanos Rodríguez     | N/A            | 137.234  | $8.927.703 |

| Ngày                 | Thành phố | Quốc gia  | Địa điểm                 | Nghệ sĩ mở màn | Khán giả  | Doanh thu   |
| -------------------- | --------- | --------- | ------------------------ | -------------- | --------- | ----------- |
| 19 tháng 11 năm 1993 | Sydney    | Úc        | Sydney Cricket Ground    | Peter Andre    | 45.000    | N/A         |
| 24 tháng 11 năm 1993 | Brisbane  | Úc        | Sân vận động ANZ         | Peter Andre    | 50.000    | N/A         |
| 26 tháng 11 năm 1993 | Melbourne | Úc        | Melbourne Cricket Ground | Peter Andre    | 147.241   | N/A         |
| 27 tháng 11 năm 1993 | Melbourne | Úc        | Melbourne Cricket Ground | Peter Andre    | 147.241   | N/A         |
| 29 tháng 11 năm 1993 | Melbourne | Úc        | Melbourne Cricket Ground | Peter Andre    | 147.241   | N/A         |
| 1 tháng 12 năm 1993  | Adelaide  | Úc        | Adelaide Oval            | Peter Andre    | 40.000    | N/A         |
| 3 tháng 12 năm 1993  | Sydney    | Úc        | Sydney Cricket Ground    | Peter Andre    | 90.000    | N/A         |
| 4 tháng 12 năm 1993  | Sydney    | Úc        | Sydney Cricket Ground    | Peter Andre    | 90.000    | N/A         |
| 7 tháng 12 năm 1993  | Fukuoka   | Nhật Bản  | Fukuoka Dome             | N/A            | N/A       | N/A         |
| 8 tháng 12 năm 1993  | Fukuoka   | Nhật Bản  | Fukuoka Dome             | N/A            | N/A       | N/A         |
| 9 tháng 12 năm 1993  | Fukuoka   | Nhật Bản  | Fukuoka Dome             | N/A            | N/A       | N/A         |
| 13 tháng 12 năm 1993 | Tokyo     | Nhật Bản  | Tokyo Dome               | N/A            | N/A       | N/A         |
| 14 tháng 12 năm 1993 | Tokyo     | Nhật Bản  | Tokyo Dome               | N/A            | N/A       | N/A         |
| 16 tháng 12 năm 1993 | Tokyo     | Nhật Bản  | Tokyo Dome               | N/A            | N/A       | N/A         |
| 17 tháng 12 năm 1993 | Tokyo     | Nhật Bản  | Tokyo Dome               | N/A            | N/A       | N/A         |
| 19 tháng 12 năm 1993 | Tokyo     | Nhật Bản  | Tokyo Dome               | N/A            | N/A       | N/A         |
| Tổng cộng            | Tổng cộng | Tổng cộng | Tổng cộng                | Tổng cộng      | 1.279.123 | $15.193.698 |

### Buổi biểu diễn bị hủy
| Ngày                | Thành phố         | Quốc gia | Địa điểm            | Lý do          |
| ------------------- | ----------------- | -------- | ------------------- | -------------- |
| 2 tháng 10 năm 1993 | Frankfurt am Main | Đức      | Festhalle Frankfurt | Sự cố kỹ thuật |